# Linia kolejowa nr 556
Linia kolejowa nr 556 – jednotorowa, zelektryfikowana linia kolejowa znaczenia miejscowego, łącząca rozjazd nr 602 z rozjazdem nr 41 w stacji Białystok. Jej prędkość konstrukcyjna to 60 km/h.